# Talencieux
Talencieux település Franciaországban, Ardèche megyében. Lakosainak száma 1116 fő (2022. január 1.). Talencieux Andance, Ardoix, Saint-Étienne-de-Valoux, Sarras, Thorrenc és Vernosc-lès-Annonay községekkel határos.

## Népesség
A település népessége az elmúlt években az alábbi módon változott:
| Lakosok száma | 315  | 497  | 642  | 889  | 1028 | 1036 | 1067 | 1085 | 1111 | 1116 |
|               | 1968 | 1982 | 1990 | 2006 | 2013 | 2015 | 2017 | 2019 | 2020 | 2022 |